# قطعنامه ۱۶۱۸ شورای امنیت
قطعنامه  ۱۶۱۸ شورای امنیت سازمان ملل متحد که در تاریخ ۰۴ اوت ۲۰۰۵ تصویب شد، سندی بین‌المللی دربارهٔ تهدید صلح و امنیت بین‌المللی ناشی از اقدامات تروریستی است. این قطعنامه طی نشست ۵۲۴۶ام با ۱۵ رای موافق، ۰ مخالف و ۰ ممتنع تصویب شد.